# Ludwig Müller (Komponist)

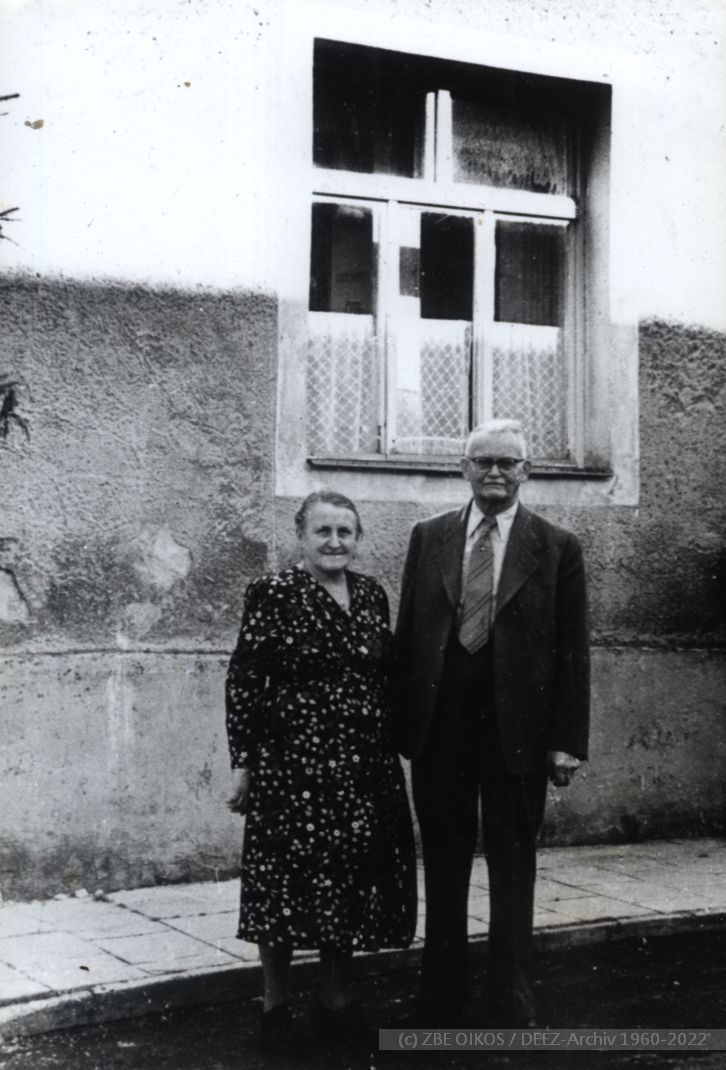
Foto von Ludwig Müller mit Ehefrau, vor dem eigenen Anwesen in Eslarn

Ludwig Richard Müller (* 11. Januar 1879 in Eslarn; † 2. Juli 1964 in München) war ein deutscher Kaufmann und Gründer der Fotopapierfabrik Argenta, der unter dem Pseudonym „Waldmüller“ als Komponist und Zitherspieler bekannt wurde.

## Leben
Ludwig Müller war der Sohn des Eslarner Kaufmannes Alois Müller. Er erlernte mit sieben Jahren das Zitherspiel, mit neun Jahren Geige und Trompete und mit zwölf Jahren Klavier. Sein erstes Werk komponierte er im Alter von 12 Jahren. Er strebte an sich einen musikalischen Beruf an und besuchte als 14-Jähriger für dreieinhalb Jahre die Musikschule Würzburg, an der auch Max Meyer-Olbersleben zu seinen Lehrern zählte. Musikalisch bildete er sich in München zweieinhalb Jahre lang bei Anton Beer-Walbrunn fort. Das Studium musste er gezwungenermaßen aufgeben und sich dem kaufmännischen Beruf zuwenden.
Müller trat bereits zum 11. Mai 1925 der NSDAP bei (Mitgliedsnummer 5.046), 1928 aber wieder aus, nur um zum 1. Mai 1937 erneut einzutreten (Mitgliedsnummer 5.773.827).

### Unternehmertum
Nach kaufmännischer Tätigkeit in verschiedenen Branchen wandte er sich der praktischen Fotografie zu und eröffnete ein umfangreiches Versand- und Exportgeschäft für fotografische Artikel. Anlässlich seines 75. Geburtstags wurde er im Fachmagazin Foto Prisma als einer der Pioniere des Luftbildwesens bezeichnet.
1918, im letzten Kriegsjahr, gründete er im 1938 von Adolf Hitler nach München zwangseingemeindeten Pasing die Argenta, Fabrik photographischer Papiere, Ludwig Müller. Die Fabrik mit Sitz in der Willibaldstraße wurde durch Luftangriffe im Zweiten Weltkrieg komplett zerstört, bestand aber bis 1992 als GmbH mit letztem Hauptfirmensitz in der Planegger Straße 121 in München fort. Sie war auch nach dem Krieg noch international tätig.
Seine drei aus der Ehe mit Maria Müller, geborene Aschenbrenner, hervorgegangenen Söhne wurden ebenfalls Kaufleute.

### Musikalisches Wirken
Neben seinem unternehmerischen Erfolg erlangte Ludwig Müller vor allem als Komponist und Musiker Bekanntheit. Sein kompositorisches Schaffen umfasst mehrere Musikgattungen. Seine Zitherkompositionen beinhalten neben Unterhaltungsmusik auch anspruchsvollere Werke, beispielsweise die Humoreske oder ein Fandango für Zitherorchester. Er komponierte zudem Instrumentalkonzerte für Violine, Violoncello und Klavier, Orgelwerke, Kammermusik (Bläsersextett, Streichquartett usw.), Sinfonien, Chormusik und Lieder, darunter das Musikdrama Manuel Venegas, auch eine kleine Symphonie für Kammerorchester, ein Wiegenlied für ein kleines Orchester sowie ein Adagio für Orchester. Noch im Alter von 80 Jahren komponierte er als Auftragsarbeit für das Heimatfest seines Geburtsortes Eslarn als Festouvertüre die Oberpfälzer Messe (op. 80; 1959). Eslarn widmete er bereits den für Zither gedachten Festmarsch Hoch Eslarn (op. 6). Der Nachbargemeinde Schönsee widmete er den Walzer Erinnerung in Schönsee (op. 14). Insgesamt komponierte er über 80 Werke.

## Ehrungen
- Ehrenbürgerschaft des Marktes Eslarn[13]
- 1964: Nordgau-Kulturpreis der Stadt Amberg in der Kategorie „Musik“[14]